# Rowan West

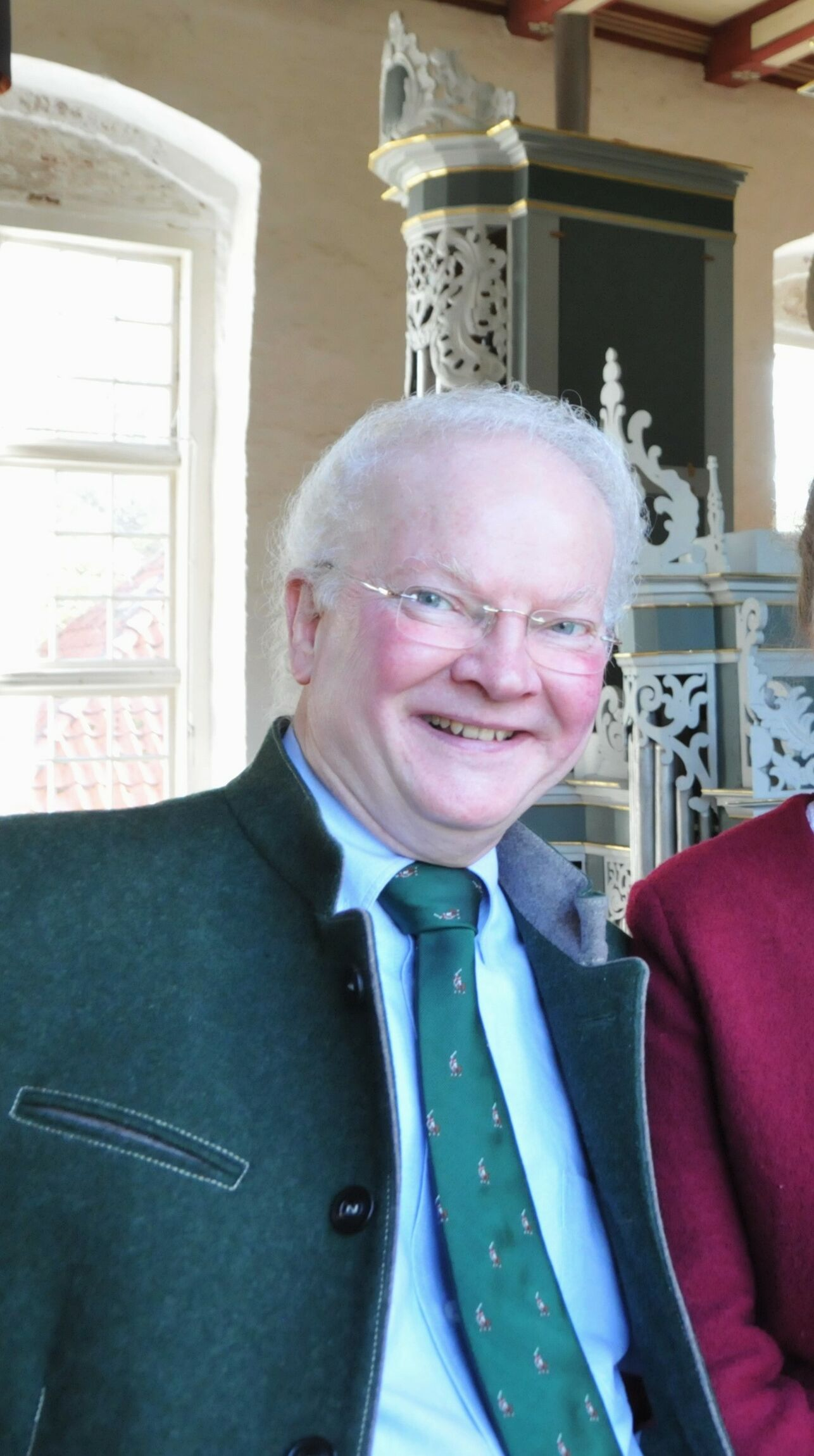
Rowan West

Rowan West (* 1953 in Sydney, Australien; † 17. Mai 2023) war ein Orgelbauer aus Altenahr.

## Leben
West erlernte das Orgelspiel an der Domorgel in Sydney. Nach dem Abitur und einer Lehre zum Orgelbauer in Australien erhielt er ein Churchill-Stipendium und übersiedelte 1975 nach Mitteleuropa. Hier vertiefte er seine Kenntnisse bei Orgelbau Klais in Bonn, wo er als Intonateur arbeitete. 1976/1977 besuchte er die Norddeutsche Orgelakademie in Bunde und befasste sich erstmals mit Orgeln der Barockzeit. In Ludwigsburg schloss er 1986 die Meisterschule ab und machte sich 1987 selbständig. Der Betrieb beschäftigte 2016 fünf Mitarbeiter. Die Flutkatastrophe 2021 zerstörte die Orgelwerkstatt vollständig. Nach langer Krankheit starb Rowan West im Alter von 70 Jahren.

## Werk
Von Anfang an bildete die norddeutsche Barockorgel einen Schwerpunkt im Wirken von Rowan West. Er schuf Orgelneubauten im Stil von Arp Schnitger und seiner Schule und restaurierte ihre Werke. In der Celler Stadtkirche St. Marien rekonstruierte West 1999 hinter dem erhaltenen Prospekt die verlorene Orgel von Berendt Hus, dem Lehrer Schnitgers. Seit 2012 restaurierte West einige Schnitger-Orgeln (Steinkirchen, Oederquart, Grasberg). In Linz und Berlin-Zehlendorf entstanden Neubauten im mitteldeutschen Stil von Gottfried Silbermann und in Prambachkirchen und Kempten Orgeln in süddeutscher Tradition des 18. Jahrhunderts. Erweitert wurde das Spektrum durch Orgelneubauten in französischem Stil (Hagen) und im Stil von Aristide Cavaillé-Coll (Alkoven) sowie durch Restaurierungen von romantischen Orgeln des 19. Jahrhunderts (Harsefeld, Buxtehude, Eutin).
Andere Neubauten spiegeln den ostwestfälischen Stil wider: Die Orgel in der Bartholomäuskirche in Bielefeld-Brackwede orientiert sich an den Werken von Johann Patroclus Möller, dem bedeutendsten westfälischen Orgelbauer. West restaurierte die Orgel von St. Andreas (Ostönnen), der ältesten spielbaren Orgel in Deutschland. Weite Beachtung fand Rowans Rekonstruktion der Schwalbennestorgel in Lemgo, St. Marien, in den Jahren 2009/2010 hinter dem Renaissance-Gehäuse der Gebr. Slegel von 1595 mit dem originalen Scherer-Prospektpfeifen von 1613. Die fehlenden Register wurden anhand der Scherer-Orgel in Tangermünde und niederländischer Instrumente kopiert.
Rowan West war den traditionellen Handwerkstechniken im Orgelbau verpflichtet und baute Orgeln mit mechanischen Schleifladen. Bei der Pfeifenherstellung verwendete er das Sandgussverfahren und bei Holzkonstruktionen Schwalbenschwanzverbindungen. Die Massivhölzer wurden wie in der Barockzeit nur mit Hobeln und nicht mit Schleifpapier bearbeitet. West war Projektpartner in dem Forschungsprojekt „Entwicklung von Maßnahmen zur Verminderung von Bleikorrosion an Orgelpfeifen aus dem 17. und 18. Jhdt.“, das von 2016 bis 2018 durch die Deutsche Bundesstiftung Umwelt und die Klosterkammer Hannover gefördert wurde.

## Werkliste
| Jahr      | Ort                      | Kirche                              | Bild | Manuale | Register | Bemerkungen |
| --------- | ------------------------ | ----------------------------------- | ---- | ------- | -------- | --- |
| 1994      | Bielefeld-Brackwede      | Bartholomäuskirche                  |      | III/P   | 46       | Neubau im Stil von Johann Patroclus Möller |
| 1996      | Taufkirchen an der Pram  | Pfarrkirche Taufkirchen an der Pram |      | II/P    | 25       | Neubau im Stil von Arp Schnitger und seiner Schule |
| 1996      | Hagen-Altenhagen         | St. Meinolf                         |      | III/P   | 35       | Neubau im französischen Stil → Orgel |
| 1996      | Remagen                  | St. Peter und Paul                  |      | II/P    | 18       | Umbau und Erweiterung der Klais-Orgel von 1969, die als Übergangsorgel gedacht war |
| 1997      | Alkoven (Oberösterreich) | Pfarrkirche                         |      | II/P    | 16       | Neubau im Stil von Aristide Cavaillé-Coll hinter historischem Gehäuse |
| 1999      | Celle                    | St. Marien                          |      | III/P   | 49       | Neubau hinter dem historischen Prospekt von Berendt Hus |
| 2001      | Belum                    | St. Vitus                           |      | II/p    | 11       | Neubau hinter historischem Prospekt von Georg Wilhelm Wilhelmy (1786) |
| 2001–2002 | Harsefeld                | St. Marien und Bartholomäi          |      | II/P    | 25       | Restaurierung der Orgel von Friedrich Altendorf (1860–1861), elf Register rekonstruiert |
| 2002      | Bröckel                  | St. Marien                          |      | II/P    | 12       | im Stile Hendrik Niehoffs, ohne ein bestimmtes Instrument zu kopieren, Bleipfeifen auf Sand gegossen und gehämmert |
| 2000–2003 | Ostönnen                 | St. Andreas                         |      | I/p     | 8        | Restaurierung der Orgel, die in den ältesten Gehäuseteilen und Registern auf die Spätgotik (1431) zurückgeht → Orgel von St. Andreas (Ostönnen) |
| 2005      | Wolfsburg-Fallersleben   | St. Michaelis                       |      | II/P    | 27       | Neubau hinter historischem Prospekt im Stil der Vorgängerorgel von 1814 |
| 2006      | Linz                     | Martin-Luther-Kirche                |      | III/P   | 33       | Neubau im Stil von Gottfried Silbermann |
| 2006–2007 | Buxtehude                | St. Petri                           |      | III/P   | 52       | Nachrestaurierung der Orgel von Philipp Furtwängler (1858–1859), Rekonstruktion der 7 gemischten Stimmen |
| 2006–2007 | Berlin                   | Universität der Künste Berlin       |      | II/P    | 22       | Neubau im Stil der norddeutschen Barockorgel |
| 2001–2009 | Grünendeich              | St. Marien                          |      | II/p    | 17       | Restaurierung der Orgel von Dietrich Christoph Gloger (1766), Rekonstruktion von 9 Registern |
| 2008–2009 | Prambachkirchen          | Pfarrkirche                         |      | II/P    | ca. 22   | Neubau im mittel- und süddeutschen Stil der zweiten Hälfte des 18. Jahrhunderts |
| 2009      | Eutiner Schloss          | Schlosskapelle                      |      | I/P     | 10       | Restaurierung der Orgel von Johann Friedrich Schulze hinter dem Gehäuse von Arp Schnitger (1693) |
| 2009      | Neustadt in Holstein     | Stadtkirche Neustadt in Holstein    |      | III/P   | 33       | Neubau im Stil einer Renaissance-Orgel; Pfeifen und Kehlen wurden alten Vorbildern norddeutscher Orgeln nachgebaut; Besonderheiten: - das benötigte Orgelmetall für das Pfeifenwerk wurde mit historischen Verfahren bearbeitet (Sandguss, auf Stärke gehämmert) - Brustwerk mit fünf Registern, deren Pfeifen mit Schwerthebeln bedient werden          |
| 2009–2010 | Lemgo                    | St. Marien                          |      | II/P    | 20       | Gehäuse von Gebr. Slegel (1595) und Prospektpfeifen des Hauptwerks von Fritz Scherer (1612–1613) erhalten, ansonsten Rekonstruktion auf den Zustand von 1613. → Orgel |
| 2006–2011 | Wesselburen              | St. Bartholomäus                    |      | II/P    | 31       | Rekonstruktion der Orgel von Johann Hinrich Klapmeyer (1736–1738); Prospekt und einige Register erhalten; 18 Register in einem ersten Bauabschnitt 2006, Rest erfolgte bis 2011. |
| 2011      | Bad Breisig              | St. Marien                          |      | II/P    | 28       | Neubau hinter dem Prospekt von Johann Friedrich Constabel (1760) im Stil des norddeutschen Hochbarock → Orgel |
| 2012      | Steinkirchen             | St. Martini et Nicolai              |      | II/P    | 28       | Restaurierung der Orgel von Arp Schnitger (1685–1687): Verbesserung von Technik und Intonation, historische Stimmung → Orgel von St. Martini et Nicolai (Steinkirchen) |
| 2012      | Neuenkirchen (Hadeln)    | St. Marien                          |      | II/P    | 18       | Restaurierung der Orgel von Christoph Donat (1661–1662), Dietrich Christoph Gloger (1738) und Johann Georg Wilhelm Wilhelmy (1835–1836) |
| 2011–2013 | Berlin-Zehlendorf        | Paulus-Kirche                       |      | II/P    | 22       | Neubau im Stil von Gottfried Silbermann und Tobias Heinrich Gottfried Trost, ohne ein bestimmtes Instrument zu kopieren. Als Ergänzung zum Neubau in französisch-symphonischer Tradition von Karl Schuke Berliner Orgelbauwerkstatt (2011–2013) |
| 2015–2016 | Grasberg                 | Ev.-luth. Kirche                    |      | II/P    | 21       | Sanierung der Orgel von Arp Schnitger (1693–1694): Neubelederung, Reinigung und Beseitigung des Schimmelbefalls, Wartungsarbeiten und Neuintonation |
| 2016      | Marbach am Neckar        | Ev. Stadtkirche                     |      | II/P    | 17       | Mensuren und Intonation der von Friedrich Lieb erbauten → Orgel |
| 2013–2017 | Oederquart               | St. Johannis                        |      | III/P   | 28       | Rekonstruktion der Orgel von Arp Schnitger hinter dem erhaltenen Prospekt mit originalen Prospektpfeifen aus Zinn (1682) in drei Bauabschnitten |
| 2018      | Nassau                   | Johanniskirche                      |      | II/P    | 16       | Neubau mit Wechselschleifen |
| 2019      | München                  | Hochschule für Musik und Theater    |      | II/P    | 28       | Neubau einer „Bach-Orgel“ → Orgel |
| 2019/2020 | Grundhof                 | Marienkirche                        |      | II/P    | 21       | Rückführung der Orgel von Johann Daniel Busch auf den Zustand von 1763 |
| 2018–2021 | Kempten (Allgäu)         | Basilika St. Lorenz                 |      | I/P     | 13       | Neubau im süddeutschen Stil des Hochbarock hinter historischem Prospekt eines unbekannten Orgelbauers (1740) |
| 2021–2024 | Buxtehude                | St. Petri, Chororgel                |      | II/P    | 13       | im Rückpositiv-Gehäuse von Paul Ott (1948) der Orgel von St. Cosmae et Damiani (Stade); ursprünglich als Erweiterung der Orgel von Gebr. Hillebrand (1974–1975) um 6 neue Register geplant, nach der Zerstörung der Werkstatt im Juli 2021 durch Hochwasser aber als vollständiger Neubau im veränderten Gehäuse durch mehrere Orgelbauer 2024 vollendet |